# Approximately Infinite Universe
Approximately Infinite Universe (estilizado como APPROXIMATELY INFINITE UNIVERSE) es un álbum doble de Yoko Ono. Fue lanzado a principios de 1973. Representa un gran cambio del rock experimental de sus dos primeros álbumes hacia un rock pop más convencional el cual se enfocó hacia el rock feminista. Alcanzó la posición #193 en Estados Unidos. La reedición de 1997 incluyó dos demos acústicos de canciones que más tarde se incluirían en el álbum Season of Glass.
Comercialmente, el álbum fue acreditado a Yoko Ono mientras que en la disquera y en las carátulas de los discos se encuentra bajo el nombre de YOKO ONO/PLASTIC ONO BAND with ELEPHANT'S MEMORY.

## Lista de canciones
Todas las canciones fueron compuestas por Yoko Ono.

## Lado A
1. "Yangyang" – 3:50
2. "Death of Samantha" – 6:22
3. "I Want My Love to Rest Tonight" – 5:11
4. "What Did I Do!" – 4:12
5. "Have You Seen a Horizon Lately" – 1:57

## Lado B
1. "Approximately Infinite Universe" – 3:21
2. "Peter the Dealer" – 4:46
3. "Song for John" – 2:06
4. "Catman (The Rosies Are Coming)" – 5:34
5. "What a Bastard the World Is" – 4:35
6. "Waiting for the Sunrise" – 2:33

## Lado C
1. "I Felt Like Smashing My Face in a Clear Glass Window" – 4:09
2. "Winter Song" – 3:39
3. "Kite Song" – 3:18
4. "What a Mess" – 2:41
5. "Shiranakatta (I Didn't Know)" – 3:11
6. "Air Talk" – 3:22

## Lado D
1. "I Have a Woman Inside My Soul" – 5:33
2. "Move on Fast" – 3:43
3. "Now or Never" – 5:49
4. "Is Winter Here to Stay?" – 4:22
5. "Looking Over from My Hotel Window" – 3:36

## Pistas adicionales
1. "Dogtown" – 2:51
2. "She Gets Down on Her Knees" – 2:45

## Personal
- Yoko Ono: voz, piano en "Looking Over from My Hotel Window" y "She Gets Down on Her Knees"
- Joel Nohnn (anagrama de John Lennon): guitarra, corista
- Daria Prince: castañuelas

Elephant's Memory:
- Stan Bronstein: saxofón, flauta, clarinete
- Richard Frank, Jr.: batería, percusiones
- Daria Prince: castañuelas
- Gary Van Scyoc: bajo, trompeta
- Adam Ippolito: piano, órgano, armónica, trompeta
- Wayne Gabriel: guitarra

- Datos: Q1749449